# Коняєв Анатолій Михайлович
Анатолій Михайлович Коняєв (30 березня 1909, місто Новий Оскол, тепер Бєлгородської області, Росія — 13 травня 1992, місто Москва) — радянський військово-морський діяч, офіцер-підводник, командир з військової розвідки розвідувального відділу штабу Балтійського флоту. Депутат Верховної Ради СРСР 1-го скликання (1941—1946). Герой Радянського Союзу (21.04.1940).

## Життєпис
Народився в родині робітника (за іншими даними — службовця). З 1918 по 1927 рік навчався в школі 2-го ступеня, закінчив дев'ять класів. З 1927 року навчався на курсах із підготовки до вищих навчальних закладів, брав активну участь у комсомольській роботі, працював завідувачем школи 1-го ступеня. У 1929—1931 роках — слюсар на заводі № 40 у місті Казані Татарської АРСР.
У Робітничо-селянському Червоному флоті з осені 1931 року. Після призову служив у морських силах Балтійського моря. З жовтня 1931 року до січня 1932 року — червонофлотець форту імені М.В. Фрунзе. З січня 1932 по січень 1934 року навчався в спеціальних класах Об'єднаної артилерійської школи Навчального загону Червонопрапорних Морських сил Балтійського моря. З січня 1934 по листопад 1935 року служив командиром мінної групи і торпедної групи підводного човна «Щ-301». У 1936 році закінчив Спеціальні курси командного складу ВМС РСЧА імені ЦВК Татарської АРСР та командирський клас Навчального загону підводного плавання імені Кірова.
У листопаді 1936 року призначений помічником командира підводного човна Щ-302 «Окунь» Червонопрапорного Балтійського флоту, а в грудні 1937 року — командиром підводного човна Щ-324 Червонопрапорного Балтійського флоту.
Член ВКП(б) з 1938 року.
Учасник радянсько-фінської війни 1939—1940 років. Підводний човен «Щ-324» 2-ї бригади підводних човнів Червонопрапорного Балтійського флоту, під командуванням капітан-лейтенанта Коняєва, здійснив два бойові походи в суворих зимових умовах, складній навігаційній обстановці та при посиленій протичовновій обороні фінських військ.
13 січня 1940 року, після безуспішної атаки конвою, підводний човен «Щ-324» виявився викинутий на поверхню. Екіпаж радянського човна вступив до артилерійського бою з фінськими кораблями прикриття і попаданням у складовані на палубі глибинні бомби, потопив фінський сторожовий корабель «Аура II» з екіпажем. 19 січня 1940 року, при поверненні з бойової позиції у Ботнічній затоці, підводний човен під командуванням Коняєва, форсуючи протоку Південний Кваркен, з несправним перископом пройшов під льодами 31,3 милі на глибинах від 16 до 24 метрів, тричі торкаючись ґрунту.
Указом Президії Верховної Ради СРСР від 21 квітня 1940 року «за зразкове виконання бойових завдань командування на фронті боротьби з німецькими загарбниками та виявлені при цьому відвагу та геройство» капітан-лейтенанту Коняєву Анатолію Михайловичу присвоєно звання Героя Радянського Союзу із врученням ордена Леніна та медалі «Золота Зірка».
З червня 1940 по березень 1942 року служив командиром з військової розвідки Розвідувального відділу штабу Червонопрапорного Балтійського флоту.
Учасник німецько-радянської війни. З березня до серпня 1942 року — інспектор відділення підготовки підводних човнів Управління бойової підготовки ВМФ СРСР. З серпня 1942 по квітень 1945 року — командир 16-го дивізіону підводних човнів, що будуються Управління підводного плавання ВМФ СРСР. У квітні 1945 року призначений командиром окремого демонтажного дивізіону підводних човнів Балтійського флоту при судноверфі «Шихау» у Данцизі, одночасно займався розмінуванням річки, каналів та судноверфей. З березня по липень 1946 року перебував у розпорядженні командувача Червонопрапорного Балтійського флоту.
З липня 1946 по березень 1951 року — командир окремого дивізіону підводних човнів, що будуються. З березня 1951 по січень 1952 року — заступник командира бригади кораблів Військово-морських сил СРСР, що будуються.
У 1952 році закінчив Академічні курси офіцерського складу при Військово-морській академії імені Ворошилова. До січня 1953 року перебував у розпорядженні Управління кадрів ВМС СРСР.
З січня 1953 по березень 1956 року — командир навчального загону 8-го ВМФ на Балтиці. З березня по червень 1956 року — старший офіцер Управління бойової підготовки штабу Червонопрапорного Балтійського флоту. З червня 1956 по березень 1957 року — командир берегової бази дивізії підводних човнів Червонопрапорного Балтійського флоту.
З березня 1957 року капітан 1-го рангу Анатолій Коняєв — у запасі. Працював заступником начальника Таллінського морського училища, потім — старшим науковим співробітником музею двічі Червонопрапорного Балтійського флоту в Таллінні.
Жив у місті Таллінні (Естонія), а після розпаду СРСР переїхав до Москви. Помер 13 травня 1992 року в Москві. Кремований. Урна з прахом похована на цвинтарі Метсакальмісту в Таллінні.

## Звання
- Капітан-лейтенант
- Капітан 3 рангу
- Капітан 2 рангу
- Капітан 1 рангу (12.07.1950)

## Нагороди
- Герой Радянського Союзу (21.04.1940)
- орден Леніна (21.04.1940)
- орден Червоного Прапора (27.12.1951)
- два ордени Вітчизняної війни І ст. (10.09.1945, 11.03.1985)
- орден Червоної Зірки (30.04.1947)
- медаль «За бойові заслуги» (4.11.1944)
- медаль «За оборону Ленінграда» (1943)
- медалі